# Mennis
Mennis là một chi bướm đêm thuộc họ Geometridae.